# Orås, Mjölby kommun

Orås är en gård från medeltiden i Allhelgona socken, Göstrings härad (nuvarande Mjölby kommun). Den bestod av 1⁄4 mantal.